# Temporada 2005 del Campeonato de Europa de Rally
La temporada 2005 fue la edición 53º del Campeonato de Europa de Rally. Comenzó el 7 de abril en el Rally 1000 Miglia y terminó el 30 de octubre en el Rally Antibes-Costa Azul.

## Calendario
| N.º | Fecha            | Rally                          | Superficie |
| --- | ---------------- | ------------------------------ | ---------- |
| 1   | 7-10 abril       | Rally 1000 Miglia              | Asfalto    |
| 2   | 10-12 junio      | Rajd Polski                    | Tierra     |
| 3   | 24-25 junio      | Belgium Ypres Westhoek Rally   | Asfalto    |
| 4   | 8-10 julio       | Rally Bulgaria                 | Asfalto    |
| 5   | 28-30 julio      | Rali Vinho da Madeira          | Asfalto    |
| 6   | 19-21 agosto     | Barum Rally Zlín               | Asfalto    |
| 7   | 9-11 septiembre  | Fiat Rally                     | Asfalto    |
| 8   | 23-25 septiembre | EKO Rally                      | Asfalto    |
| 9   | 28-30 octubre    | Rallye d'Antibes - Côte d'Azur | Asfalto    |

## Resultados

### Campeonato de Pilotos
| Pos. | Piloto              | MIG | POL | YPR | BUL | MAD | ZLI | FIA | EKO | ACA | Puntos |
| ---- | ------------------- | --- | --- | --- | --- | --- | --- | --- | --- | --- | ------ |
| 1    | Renato Travaglia    | 1   | 4   | Ret |     | 1   | 1   | 4   | 3   | 5   | 50     |
| 2    | Giandomenico Basso  | 6   | 15  | Ret | 1   | 25  | 2   | 2   | 1   | 2   | 47     |
| 3    | Simon Jean-Joseph   | Ret | 9   | 6   | 2   | Ret | Ret | 1   | 2   | 3   | 35     |
| 4    | Cédric Robert       |     |     |     |     | 2   |     |     |     | 1   | 18     |
| 5    | Mirco Baldacci      |     |     |     |     |     |     | 3   | 4   |     | 11     |
| 5    | Paolo Andreucci     | 3   |     |     |     |     |     |     |     | 4   | 11     |
| 7    | Krzysztof Hołowczyc |     | 1   |     |     |     |     |     |     |     | 10     |
| 7    | Kris Princen        |     |     | 1   |     |     |     |     |     |     | 10     |
| 9    | Piero Longhi        | 2   |     |     |     |     |     |     |     |     | 8      |
| 9    | Michał Bębenek      |     | 2   |     |     |     |     |     |     |     | 8      |
| 9    | Peter Bijvelds      |     |     | 2   |     |     |     |     |     |     | 8      |

### Copa Europea de Rally
| Copa  | Piloto         | Vehículo |
| ----- | -------------- | -------- |
| Norte | Oscar Svedlund |          |
| Oeste | Piero Longhi   |          |
| Este  | Jozef Béreš    |          |
| Sur   | Krum Donchev   |          |